# Quota de importação
Quota de importação é um tipo de barreira alfandegária não tarifária. Caracteriza-se como  uma restrição temporária à quantidade de determinado produto importado. Assim, se determinado país resolver aplicar uma quota de importação, os importadores deste país não poderão importar em quantidade superior à quota predeterminada. O controle pelo país é feito através de licenças de importação concedidas aos importadores interessados.
Uma quota de importação provoca um efeito de proteção para alguns setores domésticos. Este instrumento faz parte da política de comércio exterior de vários países, possibilitando a um país obter uma vantagem em detrimento de outro país. 
As quotas de importação geralmente são definidas com base nas importações do ano anterior, aplicando-se critérios como pesos, quantidades, dimensões, etc. Após a definição destes critérios, são concedidas licenças, em uma quantidade limitada, para os importadores interessados, tanto gratuitamente, como mediante pagamento de taxas, ou na forma de um leilão. 
Os casos mais comuns de medidas protecionistas no mundo podem ser encontrados no setor agrícola. Outros exemplos conhecidos incluem as quotas para:
- Açúcar e queijo nos Estados Unidos;
- Bananas, têxteis e vestuário para a União Europeia;
- Importações de carne para a Rússia.